# Lara Molinari
Lara Molinari (Milano, 16 dicembre 1970) è una fumettista e pittrice italiana.
Dal 1993 collabora con Disney, soprattutto per la testata Topolino.
Intraprende un'esperienza da pittrice a partire dal 1997.